# Nihonmatsu
Nihonmatsu (jap. 二本松市 Nihonmatsu-shi) – miasto w Japonii, na wyspie Honsiu, w prefekturze Fukushima. Ma powierzchnię 344,42 km². W 2020 r. mieszkało w nim 53 557 osób, w 19 359 gospodarstwach domowych  (w 2010 r. 59 871 osób, w 18 346 gospodarstwach domowych) .

## Położenie
Miasto leży w środkowej części prefektury, graniczy z miastami:
- Fukushima
- Kōriyama
- Tamura
- Motomiya

## Historia
Nihonmatsu otrzymało status miasta 1 października 1958. Powstało z połączenia miasteczka Motomiya i wsi Shirasawa.

## Miasta partnerskie
- Stany Zjednoczone: Hanover